# Hochkalter
Hochkalter - masyw w Alpach Berchtesgadeńskich, części Alp Bawarskich. Leży w Niemczech, w Bawarii, przy granicy z Austrią. Leży na zachód od masywu Watzmann.